# Françoise Robin (tibétologue)
Pour les articles homonymes, voir Françoise Robin et Robin.
Françoise Robin (née en 1968) a obtenu un DEA de l'INALCO en 1999. En 2003, elle soutient une thèse de doctorat de littérature tibétaine à l’INALCO, sous la direction du Dr Heather Stoddard, intitulé  « La littérature de fiction d’expression tibétaine au Tibet (RPC) depuis 1950 : sources textuelles anciennes, courants principaux et fonctions dans la société contemporaine tibétaine ». Elle effectue régulièrement pour ses recherches des missions au Tibet.

## Biographie
En 1993, Francoise Robin part vivre trois mois au Népal. Puis en 1994, elle réside pendant dix mois au Tibet. En 2003, elle soutient une thèse de doctorat à l’Institut national des langues et civilisations orientales (INALCO) : La littérature de fiction d’expression tibétaine au Tibet depuis 1950 : enjeux identitaires.
Françoise Robin est professeure des universités à l’INALCO et spécialiste de langue, cinéma et littérature du Tibet. 
Elle dirige la section de tibétain à l'Inalco depuis 2011 et est devenue en 2016 vice-présidente de la SFEMT (Société française d'études du monde tibétain) après en avoir été présidente (2012-2016). Elle est par ailleurs membre élue du conseil d'administration de l'IATS (Association internationale des études tibétaines) depuis 2016.
Elle est membre titulaire de l'équipe de recherches ASIEs (Inalco) et membre associée de l'équipe CRCAO (CNRS).
En 2012, elle fait partie des 80 « plus grands spécialistes du Tibet » qui demandent au futur président chinois Xi Jinping d'intervenir pour sauver la langue tibétaine menacée de disparition . En 2016, elle déclare au Guardian  que les allégations de mauvais traitement à l'encontre du cinéaste Pema Tseden reflètent la façon dont les Tibétains sont traités par les autorités chinoises et démontre que la Chine n'est pas un état de droit.

## Publications[5]
http://www.inalco.fr/enseignant-chercheur/francoise-robin